# 1511
Năm 1511 (số La Mã: MDXI) là một năm thường bắt đầu vào thứ Tư (liên kết sẽ hiển thị đầy đủ lịch) trong lịch Julius.

## Sự kiện
- Trần Tuân nổi dậy khởi binh vây đánh thành Thăng Long.

## Sinh
- 1 tháng 1 - Henry, Công tước xứ Cornwall, con trai cả của Henry VIII của Anh
- 18 tháng 6 - Bartolomeo Ammanati, kiến trúc sư và nhà điêu khắc Florentine (mất 1592)
- 9 tháng 7 - Dorothea của Saxe-Lauenburg, vợ của Christian III từ 1525 và Nữ hoàng Đan Mạch và Na Uy (mất 1571)
- 30 tháng 7 - Giorgio Vasari, họa sĩ, kiến trúc sư người Ý (mất 1574)
- 29 tháng 9 - Michael Servetus, nhà thần học Tây Ban Nha (mất 1553)
- 22 tháng 10 - Erasmus Reinhold, nhà thiên văn học và toán học người Đức (mất 1553)
- 15 tháng 11 - Johannes Secundus, nhà thơ Hà Lan (mất 1536)